# Књига мртвих Срба Херцеговине 1992—1995.
Књига мртвих Срба Херцеговине 1992-1995. (или општина Билећа, Гацко, Груде, Јабланица, Лиштица, Коњиц, Љубиње, Љубушки, Мостар, Невесиње, Неум, Посушје, Столац, Требиње, Чапљина, Читлук), је дјело које садржи имена српских жртава распада Југославије са подручја Херцеговине.
Књига мртвих Срба Херцеговине садржи списак убијених Срба по општинама Билећа, Гацко, Груде, Јабланица, Лиштица, Коњиц, Љубиње, Љубушки, Мостар, Невесиње, Неум, Посушје, Столац, Требиње, Чапљина, Читлук које се налазе у Херцеговини. Књигу је саставио и издао Институт за истраживање српских страдања у XX веку и Савез логораша Републике Српске, а прикупљање података је помогло Министарство културе и информисања Републике Србије.
| „                | Мртви Срби су најубједљивији свједоци истине. Њихове мошти је могуће сакрити, али трагове није могуће уништити. Задовољење правде не може потиснути успомене, ни избрисати сузе, али може ублажити бол и помоћи да се овакви злочини над суграђанима у будућности никада не понове, да нам се никада не догоде стратишта и масовни логори у Брадини, Челебичима, Коњицу, Јабланици, Мостару, Дретељу, Чапљини... Сви поименично наведени у овој књизи смртишта, страдали од исте руке као и њихови преци и нека на истим гробљима и заједно са прецима снивају свој вјечни сан у царству у коме већ вјековима почивају мртви Срба који су пали да бисмо ми слободно живјели на својој земљи и у својој држави. | ” |
| — Страхиња Живак | |   |

## Српске жртве по општинама
На списку српских жртава се налази напомена у којој се каже да је списак подложан допунама и проширењима броја жртва.

### Источна Херцеговина
- Општина Билећа - живот је изгубило 149 евидентираних лица српске националности
- Општина Гацко - живот је изгубило 109 евидентираних лица српске националности
- Општина Љубиње - живот је изгубило 38 евидентираних лица српске националности
- Општина Невесиње - живот је изгубило 270 евидентираних лица српске националности
- Општина Требиње - живот је изгубило 334 евидентираних лица српске националности

### Западна Херцеговина
- Општина Груде, није било евидентираних жртава српске националности
- Општина Јабланица - живот је изгубило 12 евидентираних лица српска националности
- Општина Коњиц, живот је изгубило 296 евидентираних лица српске националности
- Општина Лиштица, живот су изгубила 2 евидентирана лица српске националности
- Општина Љубушки, није било евидентираних жртава српске националности
- Општина Мостар, живот су изгубила 493 евидентирана лица српске националности
- Општина Неум, живот је изгубило 10 евидентираних лица српске националности
- Општина Посушје, живот је изгубило једно евидентирано лице српске националности
- Општина Столац, живот су изгубила 64 евидентирана лица српске националности
- Општина Чапљина, живот су изгубила 127 евидентирана лица српске националности
- Општина Читлук, живот је изгубило једно евидентирано лице српске националности